# Эфендиев, Махмуд Мамед оглы
Махмуд Мамед оглы Эфендиев (азерб. Mahmud Məmməd oğlu Əfəndiyev; 3 января 1912, Даг Кесаман, Елизаветпольская губерния — 17 ноября 1975, Казахский район) — советский азербайджанский агроном, Герой Социалистического Труда (1948).

## Биография
Родился 3 января 1912 года в селе Даг Кесаман Казахского уезда Елизаветпольской губернии (ныне — в Акстафинском районе Азербайджана).
В 1935—1971 годах — старший агроном, заведующий в отделах сельского хозяйства Касум-Исмаиловского и Сафаралиевского районов, директор МТС, заместитель директора совхоза «Гянджа», директор Шамхорско-Мардакертской межрайонной станции по борьбе с филлоксерой, на прочих должностях в сельском хозяйстве. В 1947 году обеспечил своей работой перевыполнение в целом по Сафаралиевскому району планового сбора хлопка на 41,8 процент.
Указом Президиума Верховного Совета СССР от 10 марта 1948 года за получение в 1947 году высоких урожаев хлопка Эфендиеву Махмуду Мамед оглы присвоено звание Героя Социалистического Труда с вручением ордена Ленина и золотой медали «Серп и Молот».
Активно участвовал в общественной жизни Азербайджана. Член КПСС с 1941 года.
Скончался 17 ноября 1975 года[где?].